# Marcel Dreux
 (octobre 2024).
 (octobre 2024).
Pour les articles homonymes, voir Dreux (homonymie).
Marcel Dreux est un artisan et musicien français réputé pour avoir reconstruit et amélioré l'accordina, un instrument hybride combinant des caractéristiques de l'accordéon et de l'harmonica. L'accordina a été initialement inventée par André Borel dans les années 1930, mais il a presque disparu quand la commercialisation s’est terminée. En 1998, Marcel Dreux redécouvre cet instrument dans les mains de Richard Galliano et décide de le reproduire pour son usage personnel et pour d'autres musiciens.
Marcel Dreux est né à Kénitra au Maroc en 1952. C’est là qu’il développe une passion pour la musique et l'accordéon dès son jeune âge. Sa formation de forgeron et ses compétences manuelles vont lui permettre de maîtriser chaque étape de la fabrication de l'accordina. Dreux a collaboré avec de nombreux musiciens de renom comme Richard Galliano, Daniel Mille, Olivier Manoury, et Ludovic Beier, qui ont contribué à l'amélioration et à la popularité de l'instrument dans divers genres musicaux, notamment le jazz.

## Biographie et parcours musical

### Enfance et débuts
- 1957 : Marcel découvre l'accordéon à l'âge de 5 ans dans les bals où il accompagne ses parents.
- 1959-1963 : Il commence l'apprentissage de l'accordéon chromatique avec Augustin Lietard dans le Pas-de-Calais et participe à neuf championnats de France d'accordéon, remportant huit premiers prix.

### Formation et premières expériences musicales
- 1964-1970 : Après un déménagement à Montpellier, il continue sa formation en autodidacte tout en suivant des cours théoriques au conservatoire.
- 1971-1991 : Il joue dans diverses formations musicales, explorant des répertoires variés, du musette au jazz en passant par l'improvisation.

### Enseignement, création musicale & théâtre
- 1992 : Il commence à enseigner l'accordéon à l'École de Musique de Saint Martin de Londres.
- 1994 : Co-fonde le trio "Les Quincailliers", réalisant des arrangements pour accordéon et certaines compositions originales.
- 1996 : Il est sélectionné par "Les Scènes de l'Hérault" pour jouer sur une pièce de théâtre "Vendanges" dans le cadre du festival du Minervois en compagnie de Christian LAVIGNE (pianiste et directeur musical), Daniel SEVERAC (saxophoniste flûtiste) et Manu CHEVALIER (trompettiste).
- 1997 : Il forme ensuite "RUE DU FRISSON", un duo de Chansons françaises et musique de rue, avec Daniel SEVERAC.

### Fabrication de l'accordina et projets artistiques
- 1998 : Marcel Dreux commence à fabriquer les premiers prototypes de ses accordinas. La même année, il participe à divers projets musicaux, dont des trios et duos ("Plouf et Lacaille"[Groupes & collaboration 1] avec Béatrice Goutet et Hélène Grappin, le trio "Nota Bene"[Groupes & collaboration 2] et le duo "Pianos et Bretelles"[Groupes & collaboration 3] avec David Sabatier).

- 2001 : Il crée plusieurs duos et trios, explorant des répertoires variés, souvent en collaboration avec d'autres artistes, et participe à de nombreux spectacles et enregistrements. Duo "Vue sur les toits" , spectacle de chanson française avec Hélène GRAPPIN[Groupes & collaboration 4]. Création du duo "Je m’envole" - Bernard Dimey avec Michel GUERRY[Groupes & collaboration 5]. Création du trio "Rouge bonbon" - texte de Bernard Dimey[Groupes & collaboration 6].

- 2006-2016 : Participation à deux spectacles créés par le jongleur Martin SCHWIETZKE « Passage désemboité » et « cabaré désemboité » de la compagnie « Les Apostrophés ». Participation au spectacle ’’Tchan Dan’’ créé par Pascale Valenta.

- 2016 : Création du duo ’’Dina Swing avec Dano Haider (Guitares)[Groupes & collaboration 7].

- 2021 : Enregistrement du CD « La vie qui va » en hommage à Charles Trenet avec Michel Altier (Contrebasse) et Dano Haider (Guitares)[CD 1].

- En projet pour 2025 un trio autour d’Allain Leprest avec Gilles Legain (Chant) et John Owens guitare).

### Ouvrages
1. ↑  Borel Andre, Chromatic harmonicon, 15 février 1949 (lire en ligne)